# Пащенко Михайло Миколайович
Миха́йло Микола́йович Па́щенко (10 квітня 1938, с. Лука (Немирівський район) — український прозаїк, журналіст, краєзнавець, член Національної спілки журналістів України, Національної спілки письменників України (2018).

## Біографія

Обкладинка книги «Добротворці Сабатинівки», 2015

Обкладинка книги «Країна Дивосвіт», 1994

Народився 10 квітня 1938 року в с. Лука Немирівського району на Вінниччині. Закінчивши школу фабричного навчання (1954), працював муляром на будівництві космодрому «Байконур». Потім закінчив училище механізації сільського господарства (1957) і був комбайнером під час освоєння цілини у Казахстані. Строкову військову службу проходив у Прибалтиці. Після неї працював інженером на Вінницькому м'ясокомбінаті, але мріяв про журналістську кар'єру. Вчився на факультеті журналістики Львівського університету ім. І. Франка, закінчив філологічний факультет Вінницького педагогічного інституту ім. М. Островського (1971). Відтоді працював редактором радіогазети на м'ясокомбінаті, газети «Кооперативна зірниця» облспоживспілки, начальником відділу кадрів цієї установи. У 1999—2009 роках — заступник редактора молодіжної газети «Панорама», потім до 2012 р. — редактор газети «Земля Вінниччини», а відтепер — на творчій роботі.

Живе і працює у Вінниці.

## Літературна діяльність
Прозаїк, публіцист. Автор понад десяток різножанрових художньо-документальних видань, у тому числі:

- «Перевагу віддаю боротьбі» [про :Жмеринське підпілля часів Другої світової війни] (1969);
- «Корупція» [трилогія детективних повістей російською мовою "В зоне ставки «Вервольф», «Тайны женского монастыря», «Коррупция»] (1994);
- «В редакцію не повернувся» [трилогія гостросюжетних повістей про антифашистське підпілля у Жмеринці під час Другої світової війни: «Полювання на журналістів», «Ключі від мерії», «В редакцію не повернувся»] (2004 — російською, 2008 — українською);
- «Добротворці Сабатинівки» [художньо-документальна повість у співавторстві з Л. Т. Гавришем] (2015)[4];
- «Легенда Володарки» [про вінницьке швацьке ПрАТ «Володарка»] (2018);

краєзнавчих книг з історії споживчої кооперації Вінниччини у співавторстві з В. Іжевським:
- «Ринки кооперації Вінниччини: минуле і сьогодення» (2006);
- «Вінниця ринкова» (2011);

книг для дітей:
- «Жартівничок» [збірка гумору у співавторстві з О. Пащенко] (1992);
- «Країна Дивосвіт» [казка для дітей] (1994)[5];
- «Збудуємо дім»;
- «Коли звіри говорили» [авторська адаптація казок народів світу];
- «Диво-сон» (2017).

Є публікації в журналах «Україна», «Дніпро», «Юність», центральній та регіональній періодиці.

У 1992—1993 рр. видавав журнал «Ирина расскрывает секреты».

## Відзнаки
- Один із ініціаторів створення і серед перших лауреатів журналістської премії для молодих літераторів Вінниччини ім. К. Гришина (1970) за повість «Перевагу віддаю боротьбі»;
- Дипломант Всеукраїнської літературно-мистецької премії ім. С. Руданського (1995) за збірку «Жартівничок»;
- Лауреат літературно-мистецької премії ім. Л. Гавриша (2018)[6].

За радянських часів двічі здобував першість на республіканських літературних конкурсах.